# 한봉인
한봉인(韓鳳仁, 1898년 11월 21일~1968년 11월 21일)은 한국의 독립운동가이다.

## 생애
1919년, 의열단에 입단한 그는 군자금을 모으며 김원석(金元錫) 등과 함께 밀양경찰서 폭탄투척 사건에 관여했다.
1925년에 그는 의열단의 군자금 모집의 밀양지역 담당으로 활약하며 이종암(李鍾岩)과 함께 무기 및 폭탄 반입을 시도하다가 일경에게 붙잡혀 구속되었다.